# Grotte von Saran IV
Die 1852 entdeckte Grotte von Saran IV ist eine der künstlichen Marnegrotten, eine artifizielle Grabhöhle der neolithischen Seine-Oise-Marne-Kultur (S-O-M). Sie liegt in La Grifaine bei Chouilly im Département Marne in Frankreich. 
Die Grotten, die senkrecht oder schräg in den weichen Kreiduntergrund gearbeitet wurden, wurden nach der Nutzung mit Steinen verschlossen. Die erste Grotte wurde 1806 entdeckt. Im Winter 1921–1922 wurden nördlich der Straße von Cramant nach Chouilly drei weitere Grotten entdeckt. 
Grotte IV enthielt unter anderem mehrere Äxte aus Feuerstein mit ihren Hirschgeweihtüllen, Feuerstein, Halsketten, versteinertes Holz; drei Vasen und einen Schalenlöffel.
Die Grotte ist seit 1961 als Monument historique klassifiziert.
In der Nähe liegen die Nekropolen von La Grifaine und Les Ronds Buissons (französisch Les nécropoles d’hypogées de La Grifaine et Les Ronds Buissons à Chouilly (Marne))